# 谷中麻里衣
谷中 麻里衣（やなか まりえ、1990年8月30日 - ）は、日本のキャスター・フリーアナウンサー・フリージャーナリスト。2011年度ミス日本グランプリ受賞者。バイリンガルで、日本語・英語の双方でキャスターをしている。かつてセント・フォースに所属していた。

## 来歴
- 2009年、白百合学園中学校・高等学校[2]を経て慶應義塾大学法学部法律学科に入学し、セント・フォースに所属。父親が慶應義塾大学法学部出身であり、幼少期から「大学は父と同じところにいく」と決めていた[3]。
- 2010年には、アカデミー賞生放送の現地リポーター・「カウントダウン・アカデミー」MCでデビューする。
- 2011年、慶大生初となるミス日本グランプリに[1]。また、日本テレビ「シューイチ」の初代お天気キャスター[4]、国土交通省「ビジット・ジャパン・キャンペーン」PR大使、TBS「ビジネス・クリック」の経済ニュースキャスターなどに抜擢される[5]。
- 2012年には、「ビッグコミックスピリッツ」の表紙と巻頭グラビアに登場し、史上最年少（大学在学中）で日経CNBCのニュースキャスターになるなど、活動の幅を広げる。その他、ネイチャーラボ「To Be White」のCMや早稲田塾の広告に出演したり、国土交通省「Meet The New JAPAN」キャンペーンの公式サポーター就任する。
- 2013年、慶應義塾大学法学部法律学科（ゼミは小林節研究会）を卒業。
- 2014年になると、ミス日本ボランティア協会の代表や、「洋服の青山」イメージキャラクターへの就任が発表される。
- 2015年、NHK国際放送のキャスターとして、英語での放送に臨む。
- 2022年6月、自らのインスタグラム[6]にて、結婚したことを発表した。
- 2023年4月、当時の所属事務所（セント・フォース）の公式ホームページから公式プロフィールが削除された。その後、自身のインスタグラム[7]で、タレント・ジャーナリスト活動開始から14年関わったセント・フォースを退所したことと、第一子の妊娠をしたことが合わせて発表された。その後も体調を見ながらフリージャーナリストの活動は継続してきたが、2023年8月4日生放送分の「NEWSLINE BIZ」の経済ニュース解説「BIZ PICS」[8]を以て産休入り、その後出産を経て同年11月14日生放送分の「NEWSLINE in Depth」（絵本特集）[9]から出演を再開した。

## 趣味・特技
- 英語

実用英語技能検定（英検）1級（日本英語検定協会賞受賞）。TOEIC990（満点）。TOEFLiBT119。第32回小川杯争奪英語弁論大会優勝など、英語スピーチ大会や翻訳大会で入賞。
海外取材のほか、ハリウッド・スターやアカデミー賞俳優、外国人スポーツ選手へのインタビューをこなす。
NHKの国際放送にて、英語でキャスターをしている。
- 映画や外国のテレビドラマの鑑賞

映画通で、アカデミー賞の現地リポーターや事前番組MCなども務めた。
英語力を活かして、いつか字幕翻訳に挑戦するのが夢。
- 運動

ヨガやランニング、ベリーダンス、ゴルフ、ボルダリングなどを頻繁にしている。
- 着物

自ら着付けて日常的に着用している。
季節にあわせて、つまみ細工やガラスの髪飾りを手作り。
- 読書

## 人物
- ミス日本ボランティア協会の代表として、社会貢献活動に積極的に取り組んでいる。バレンタイン・デーやこどもの日に福祉施設を訪問する他、清掃活動などにも参加している。とりわけ、東日本大震災復興支援関連のボランティア活動が多く、災害救助部隊への慰労訪問や国内外での募金活動を何度も行っている。また、歴代ミス日本出身者による運営委員会のスタッフとしても携わり、現役メンバー、並びに次回出場予定者のミス日本候補生（いわゆるファイナリスト）の後進の指導のほか、歴代ミスが企画・主催したイベントの運営にも従事している。
- フジテレビ「1年1組平成教育学院」初回出演にして最優秀生徒に輝く。

## 出演

### テレビ番組
レギュラー番組
- 日本テレビ情報番組「シューイチ」お天気キャスター（毎週日曜日、2011年4月 - 2012年3月）
- TBS経済ニュース「ビジネスクリック」MC（毎週水曜日、2011年10月 - 2012年3月）
- 日経CNBC報道番組「ASIAエクスプレス」サブキャスター（毎週月曜日 - 金曜日、2013年1月 - 3月）
- 日経CNBC報道番組「NEWS ZONE」サブキャスター（毎週月曜日・水曜日・金曜日、2013年1月 - 3月）
- 日経CNBC情報番組「週末いいね!」MC（毎週木曜日・他随時再放送、2013年1月 - 3月）
- 日経CNBC報道番組「デリバティブ・マーケット」MC(毎週月曜日 - 金曜日、2013年1月 - 2014年3月)
- 日経CNBC経済ニュース「ビジネスヘッドライン」キャスター(毎週月曜日 - 金曜日、2012年10月 - 2012年12月、2013年4月 - 2014年3月)
- 日経CNBC特別番組「BOJ日銀総裁会見」MC(日銀総裁会見当日、2013年1月 - 2014年3月)
- 日経CNBC特別番組「ルマンへの道」シリーズ現地リポーター（2013年4月 - ）

世界耐久選手権のレースがあった時の速報や、特別番組を担当。現地への取材にも赴く。
- NHKワールドTV「NEWS ROOM TOKYO」（2015年4月-2017年3月）カルチャー情報担当キャスター・レポーター・ナレーター（毎週金曜日出演、他の曜日・特集にも不定期に出演）[10]
- NHKワールドTV「NEWSLINE」（2015年4月-現在）当初は週1回程度だったが、2017年から経済情報担当として平日は毎日出演するようになる
- NHKワールドTV「NEWSLINE IN DEPTH」 上記番組の定時ニュース終了後15分間（随時）放送されるニュース解説番組
- NHKワールドTV「NEWSLINE BIZ」 同じく定時番組終了後12分間（随時）放送される経済情報番組で、レポーターを随時担当（15・16時台の「NEWSLINE ASIA24」の経済コーナーでも同じ素材を放送する）
- BSフジ「WEC (FIA世界耐久選手権)ダイジェスト」（2016年-）

この他、外国のテレビ局の番組にも出演している。
単発出演
- WOWOW「第82回アカデミー賞授賞式」生放送現地リポーター（2010年3月）
- WOWOW「カウントダウン・アカデミー」MC（2011年2月 - 3月）

アカデミー賞を前にしての事前特集番組で、現地からのレポートや過去の受賞作を解説したもの。アカデミー賞にゆかりのある場所での取材、アカデミー賞の主演男優賞候補や衣装デザイン賞候補へのインタビューなどを手掛けた。
- テレビ朝日「やじうまプラス」（2011年4月）
- 関西テレビ・フジテレビ「映像体験!イッキ見シアター」（2011年5月）
- フジテレビ「1年1組平成教育学院」回答者（2011年5月）
- 日本テレビ「つなげよう、ecoハート。〜明日へのチカラ〜 地球と生きる100のコト」（2011年6月　環境特番）
- テレビ朝日「Qさま!!」回答者（2011年11月・2012年1月）
- NHK総合「スタジオパークおおみそかスペシャル」（2011年12月31日）
- テレビ朝日「超タイムショック芸能人最強クイズ王決定戦スペシャル15」回答者（2012年4月）[11]
- 日本テレビ「タカトシのクイズ!サバイバル」回答者（2012年12月25日）
- メ〜テレ「哲人の告白」（2013年12月9日）

### ラジオ
- TBSラジオ「GAKU-Shock」ゲスト（2011年3月）
- TOKYO FM「Dream Theater」ゲスト（2011年4月）

### Web
- ニコニコ生放送「クリクラチャンネル」MC（2011年5月）
- Visit Japanキャンペーン「Japan Travel Update Bus Tour@TOKYO」MC（2011年7月）
- Visit Japanキャンペーン「JAPAN Big Welcome Campaign」広報大使（2011年11月）
- ニコニコ生放送「セント・フォース冬季特別公開授業」出演者（2011年12月）
- ニコニコ生放送「NIKKEI Channel<Markets>放送開始 記念特番 『マーケッツに聞け！』」アシスタント(2012年10月)
- GYAO!「『オール・ユー・ニード・イズ・キル』ジャパンプレミア」MC(2014年6月)

司会のほか、主演のトム・クルーズや監督のダグ・リーマンをはじめ、関係者に流暢な英語でインタビュー。

## 親善大使、イメージキャラクター、CM
公共機関・団体
- 国土交通省ビジット・ジャパン・キャンペーン　PR大使
- 国土交通省Meet The New JAPANキャンペーン　公式サポーター

民間企業
- LOUIS GOLAY ジュエリー・アンバサダー
- ネイチャーラボ「To Be White」　CM

谷中の他、セント・フォースグループの事務所に属するタレント他4人（中野美奈子・島ひとみ・岩崎千明・寺田ちひろ）のラインナップで、歯の美容液のCM。
- 日経CNBC　CM
- 早稲田塾　広告
- 洋服の青山[12]

女性用スーツ「アンカーウーマン」の商品CMキャラクター。同事務所所属の皆藤愛子、松本あゆ美と共演。

## 書籍

### カレンダー
- セントフォースカレンダー2012（2011年12月12日、小学館） ISBN 978-4091057563

谷中の他、皆藤愛子、杉崎美香、潮田玲子、長野美郷、山岸舞彩、高見侑里が参加。

### 新聞
ミス日本受賞時、お天気キャスター抜擢時に多数登場。その後も、頻繁に「スポーツニッポン」に登場。月に一度は掲載されている。
- 2011年10月28日付け　ジャパンラグビートップリーグ特集として、神戸製鋼コベルコスティーラーズの平尾誠二との対談が掲載された。

### 雑誌
- 「De☆View」インタビュー（2011年3月）
- 「BOMB」インタビュー（2011年6月）
- 「週刊プレイボーイ」インタビュー（2011年5月・7月）

5月分はお天気キャスターデビューに関係したもの。
7月分はTOEIC満点講師として英語の上達方法についてアドバイス。
- 「AERA English」10月号巻頭インタビュー（2011年8月）

同号の特集記事「使える英語は、大学で学ぼう」の冒頭口絵。現役学生である谷中の英語経験談を語っている。
- 「smart (雑誌)」11月号特集（2011年9月）

特集「お天気お姉さんの理想の彼氏スタイル」。
- 「ビッグコミックスピリッツ」2012 12ビューティーズ（2011年12月）
- 「週刊ポスト」巻末グラビア（2011年12月）
- 「ビッグコミックスピリッツ」表紙&巻頭グラビア（2012年1月）
- 「ニューズウィーク日本版」（2012年4月）

イメージキャラクターを務めている早稲田塾とのタイアップ記事でのインタビュー
- 「FRIDAY」（2013年3月）

新人女子アナの卒業式姿を掲載する特集に登場。
- 「The Eiken Times」2015 Vol.2 表紙&巻頭グラビア（2015年8月）

英検公式雑誌にて、英語勉強法などを伝授。

## 司会、イベント
- 三田祭「慶應ファッションコレクション」モデル・司会（複数回）
- VISIT JAPAN TRAVEL MART 2011（観光庁主催イベント）
- バーゼル・フェア2011（BASELWORLD2011、スイスで行われる世界最大の宝飾・時計のフェア、ミス日本として出演）（2011年3月）
- 日中青少年訪中代表団[15][16] （2011年10月）
- 第53回三田祭前夜祭「スキマスイッチLIVE in KEIO 〜全力少年少女の君たちへ〜」司会（2011年11月）
- 第53回三田祭慶應義塾大学法学部ゼミナール委員主催三田祭講演会「日本の競争力-これからどうやってご飯を食べていきますか?」（出口治明ライフネット生命保険株式会社社長講演会）司会（2011年11月）
- セント・フォース presents　 Talk & Reading 「やわらぎ〜from me to you〜」ライブ（2011年12月）

皆藤愛子、中田有紀、長野美郷、松本あゆ美、伊藤友里、新井恵理那らと出演した詩の朗読会。
- セント・フォース募金イベント[17]
- 2011年年末ジャンボ宝くじ立会人（2011年12月）
- JAL2012年初日の出フライト　[18] （2012年1月）
- 慶應義塾大学七夕祭「ミスター慶應お披露目イベント」司会（2012年7月）
- 2012年秋季リーグ早慶戦（六大学野球）司会（2012年10月）

2日とも観戦し、雨の中、最後まで応援している模様がすぽると!で映し出された。慶應義塾大学在学中のオリンピック選手などとトークショー。
- 第54回三田祭「ミスター慶應」司会（2010年11月）
- 日経CNBCセミナー「三粋人マーケッツ問答――激動の政局と2013年を読む」司会（2012年11月）

著名な経済人を招いてのセミナー。
- 慶應義塾大学卒業式（六迎会）司会（2013年3月）
- 早稲田大学学園祭「面白い話早慶戦」（アナウンス研究会主催イベント）（2013年11月）
- トビタテ！留学JAPAN（文部科学省主催イベント）（2013年11月）
- 竹中平蔵らエコノミストの基調講演司会（2014年1月）